# Tobie Smith
Tobie Smith (Estados Unidos, 23 de octubre de 1973) es una nadadora estadounidense retirada especializada en pruebas de larga distancia en aguas abiertas, donde consiguió ser campeona mundial en 1998 en los 25 km en aguas abiertas.

## Carrera deportiva
En el Campeonato Mundial de Natación de 1998 celebrado en Perth (Australia), ganó la medalla de oro en los 25 km en aguas abiertas, con un tiempo de 5:31:20 segundos, por delante de la alemana Peggy Büchse  (plata con 5:32:19 segundos) y la neerlandesa Edith van Dijk  (bronce con 5:38:06 segundos).